# Meztelen befutó
A Meztelen befutó (eredeti cím: Flitzer) 2017-ben bemutatott  svájci romantikus filmvígjáték Peter Luisi rendezésében.
A filmet Svájcban 2017. október 12-én mutatták be, Németországban 2017. november 16-án, magyarországi bemutatója 2019. február 28-án volt.

## Rövid történet
A pénzügyi válságából való kilábalás érdekében egy középiskolai tanár illegális sportfogadásra kezd embereket toborozni és kiképezni.

## Cselekmény
Balz Näf német irodalomtanár egy középiskolában. Felesége meghalt, Elisa nevű tinédzser lányát egyedül neveli Baden svájci városban. Az iskola pénzügyi alapjából szeretne egy múzeumot létrehozni Gottfried Keller költő számára, de a tantestület egységesen inkább a sportpálya bővítése mellett dönt. Balz szeretné, ha a saját elképzelése megvalósulna, így az erre szánt teljes összeget kiveszi a bankból és sportfogadásra költi. Azonban a fogadáson veszít, így a pénz elúszik. A sportpályát építő vállalkozó (egy alacsony ember) folyamatosan zaklatja az elmaradt fizetés miatt.
Balz tudomására jut, hogy a fodrásza illegális, nagy összegű sportfogadásokat köt arra, hogy a futballpályára meztelenül befutó embert hány másodperc alatt teperik le. Felkeresi a tévében is bemutatott „befutót”, aki komoly edzéseket tart, és külön sportágnak tekinti a „meztelen befutás”-t, azonban az illetőt a rendőrség hamarosan lekapcsolja. Balz meglátja az illető alagsorában annak terveit a tervezett „befutásokra”, és mivel sürgősen nagy összegű pénzre van szüksége, ezért csapatot szervez maga köré potenciális befutókból. Elsőként egy hajléktalant alkalmaz, majd később a szégyenlős nőtől kezdve a „mutogatós” férfiig sok mindenkit. Egy idő múlva sportfelszerelést vásárol nekik, amin gyakorolhatnak, és szabályos edzéseket tart a „meztelen befutás” módjairól.
Közben a rendőrség felfigyel a rendszeresen felbukkanó meztelen befutókra, és gyanakodni kezdenek, hogy itt szervezett akciókról van szó.
Az illegális fogadásokból nagy összegű pénzek kezdenek befolyni. Balz rendszeresen törleszt az építési vállalkozónál, a fodrász pedig Lamborghini autóval jár.
Balz mondavacsinált ürüggyel többször megbeszélést kezdeményez az utána való nyomozást vezető rendőrnyomozó nővel, akinek a lánya az osztályába jár (aki egyébként stréber, tehát a tanulmányaival nincs semmi probléma). Balz tudomására jut, hogy a bűnbanda tevékenységét figyeli a rendőrség, és ellenintézkedéseket hoztak az akcióik elhárítására.
A rendőrnyomozó nő, Sandra Strebel (egyedülálló) félreérti Balz közeledését, amit azzal magyaráz, hogy Balz szerelmes lett belé. Később valóban ez lesz a helyzet, és szenvedélyes kapcsolat alakul ki köztük.
A rendőrség beépít egy szuper módon kiképzett ügynököt Balz emberei közé, azonban Balz őt Kolumbiába küldi egy meccs megzavarására, így többet nem hallani felőle.
Sandra személyesen is figyeli a férfit, akinek személyazonosságáról meggyőződik (Balz az), és a rendőrség titokban térfigyelő kamerákkal felszereli az edzőtermét, továbbá sok stadiont figyelnek egyszerre. Mivel pontosan tisztában vannak vele, hogy hol milyen akciókat terveznek, mik a befutók búvóhelyei, a rendőrség lecsap, és a legtöbb „befutót” őrizetbe veszik.
Sandra csalódik a férfiban, azt gondolja, hogy végig hazudott neki, ezért a saját lakásában az ágyhoz bilincseli. Balz ezt megelőzően süteményt süt neki, és az egyik darabban eljegyzési gyűrűt rejt el. A süteményeket Sandra lánya magához veszi, bár a férfi  fémfűrészt kér tőle (hiába), hogy kiszabadulhasson. Azonban az ágyat egy darabig magával vonszolva (és arról leválva) eljut a sorsdöntő meccs helyszínére.
Mivel még híján van a kifizetendő adósságnak, Balz maga is akcióba lép. Álszakállt ragaszt és meztelenül befut egy futballmeccs közben a pályára. Különféle cselek alkalmazásával sikerül nem csak a biztonsági őröket kicseleznie, hanem megdönti az addigi világrekord 3 perc 18 másodperces „pályán való bent tartózkodás” rekordját is (ezzel jelentős pénzt nyer). Azonban emiatt letartóztatják. Fodrásza kifizeti a milliós óvadékot.
Sandra felajánlja neki, hogy a hat hónapos büntetését házi őrizetben is eltöltheti. Így Balz álma valóra válik, létrejön Gottfried Keller költő múzeuma, amiben ő a tárlatvezető.
Sandra rendszeresen felkeresi, hogy meggyőződjön a „biztonságáról”.

## A film készítése
A történet Gottfried Keller: Ruha teszi az embert (németül: Kleider machen Leute) című novelláján alapul.